# إشتفان ديك
إشتفان ديك (بالمجرية: Deák István)‏ هو مؤرخ ومؤرخ عسكري وأستاذ جامعي مجري وأمريكي، ولد في 11 مايو 1926 في سيكشفهيرفار في المجر.

## وصلات خارجية
- إشتفان ديك على موقع IMDb (الإنجليزية)